# Starkweather
Starkweather – miasto w Stanach Zjednoczonych, w stanie Dakota Północna, w hrabstwie Ramsey.